# Emil von Guttenberg
Emil von Guttenberg (4. ledna 1841 Tamsweg – 30. ledna 1941 Salcburk) byl rakousko-uherský, respektive předlitavský šlechtic, generál a politik, koncem 19. století ministr železnic Předlitavska ve vládě Kazimíra Badeniho.

## Biografie
Vystudoval Tereziánskou vojenskou akademii. Jako důstojník se zúčastnil bitvy u Solferina a bitvy u Sadové a podílel se na okupaci Bosny a Hercegoviny v roce 1878. Od roku 1888 zasedal v prezídiu Císařsko-královských státních drah. V roce 1894 usedl na post zástupce náčelníka generálního štábu rakousko-uherské armády.
Vrchol jeho politické kariéry nastal za vlády Kazimíra Badeniho, v níž se stal ministrem železnic Předlitavska. Šlo o nově zřízené portfolio (ustaveno k 4. listopadu 1895). Funkci zastával v období 17. ledna 1896 – 30. listopadu 1897. I přes krátký čas strávený na postu ministra se výrazně angažoval v prosazování plánu zestátňování významných železničních tratí. Podílel se též na přípravě stavby Taurské železniční dráhy.
Jeho bratrem byl Adolf von Guttenberg, rakouský vysokoškolský pedagog a odborník na lesnictví.